# Parvotettix rangaensis
Parvotettix rangaensis är en insektsart som beskrevs av Richards, A.M. 1970. Parvotettix rangaensis ingår i släktet Parvotettix och familjen grottvårtbitare. Inga underarter finns listade i Catalogue of Life.